# Penta Investments
Penta Investments Limited – słowacko-czeskie przedsiębiorstwo inwestycyjne zarejestrowane na Cyprze, działające jako fundusz private equity. Oddziały przedsiębiorstwa działają na Słowacji, w Czechach, Holandii i w Polsce.
Penta Investments należy do grupy o strukturze holdingowej, w której główną spółką jest Penta Holding Limited, także zarejestrowana na Cyprze. Penta Investments jest właścicielem portfela inwestycji grupy.
Przedsiębiorstwo inwestuje w małe i średnie spółki z różnych branż (handel, odzież, przemysł ciężki, finanse, nieruchomości, lotnictwo, opieka medyczna), głównie na Słowacji, w Czechach i w Polsce, oraz – w mniejszym stopniu – na Węgrzech, w Rosji i Wielkiej Brytanii. Fundusz jest właścicielem m.in.: Aero Vodochody – czeskiego producenta samolotów, sieci sklepów Żabka i Mobile Entertainment Company AS, którego polski oddział jest wirtualnym operatorem telefonii komórkowej pod marką Mobilking. Ponadto do funduszu należy sieć ponad 500 aptek Dr Max i operator telewizji kablowej Stream Communications sp. z o.o. W 2013 fundusz przejął pakiet większościowy akcji w EMC Instytucie Medycznym SA, operatorowi 10 szpitali i 26 przychodni w Polsce.
Penta powstała w 1994. Dziesięć lat później pojawiła się w Polsce, inwestując w punkty bukmacherskie Profesjonał. Po przeprowadzonej w 2005 restrukturyzacji grupy utworzono spółkę Penta Investments. W 2007 za 550 mln zł fundusz kupił sieć sklepów Żabka, a w 2011 sieć została sprzedana firmie Mid Europa Partners. W 2007 wartość spółek należących do holdingu szacowano na ponad 1 mld euro, zatrudniały one łącznie 20 tys. osób, a skonsolidowany zysk funduszu osiągnął 105 mln euro. W portfelu firmy znajduje się także sieć Empik.
Penta nie ujawnia pochodzenia środków finansowych, którymi dysponuje. Funduszem zarządza pięciu partnerów (Czech i czterech Słowaków).